# Sewerynówka (obwód odeski)
Sewerynówka, daw. Potockie (ukr. Севери́нівка) – wieś na Ukrainie w obwodzie odeskim w rejonie berezowskim w gminie Iwanowkiej. Liczy 551 osób.

## Historia

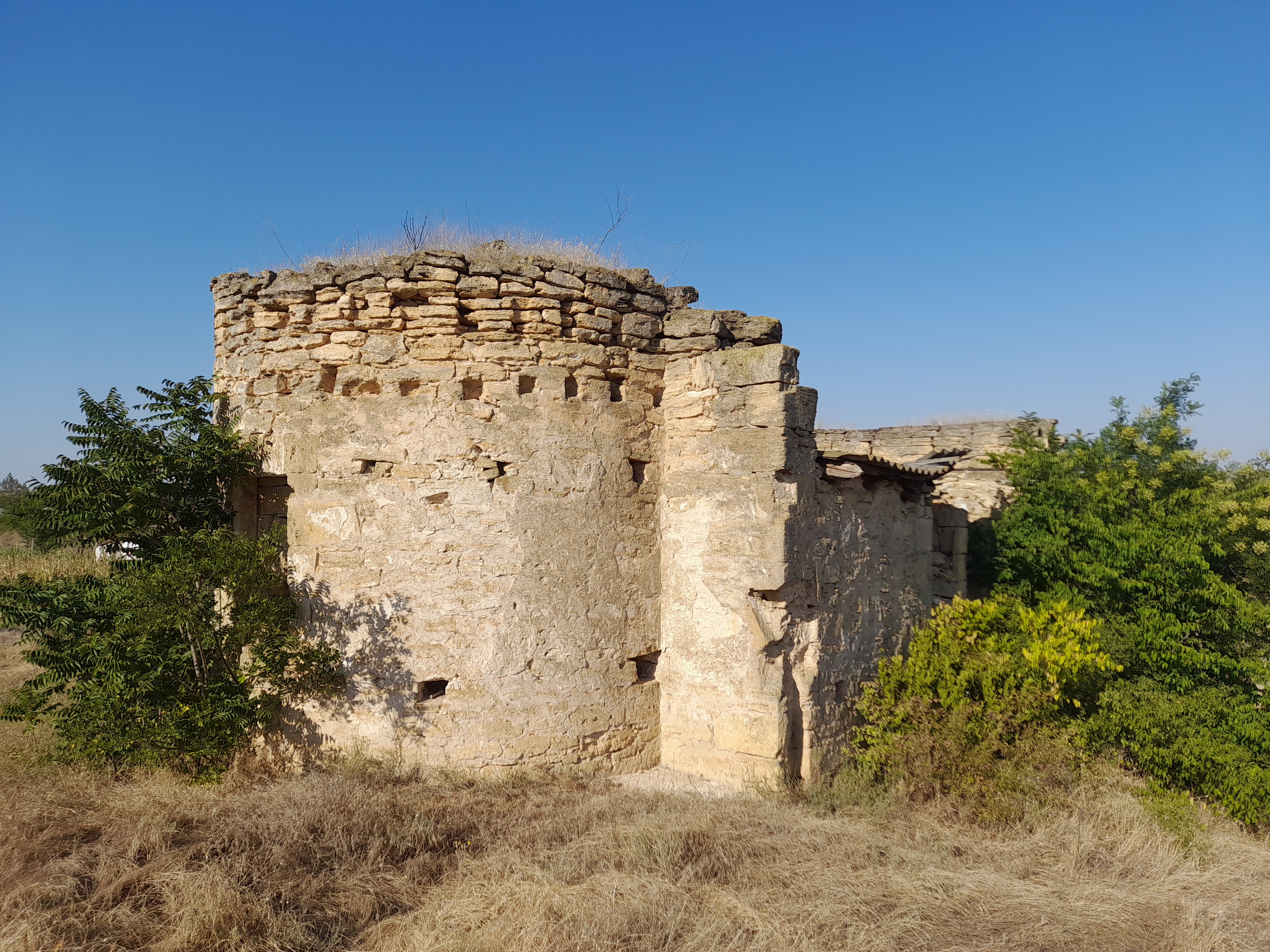
Ruiny kościoła św. Seweryna

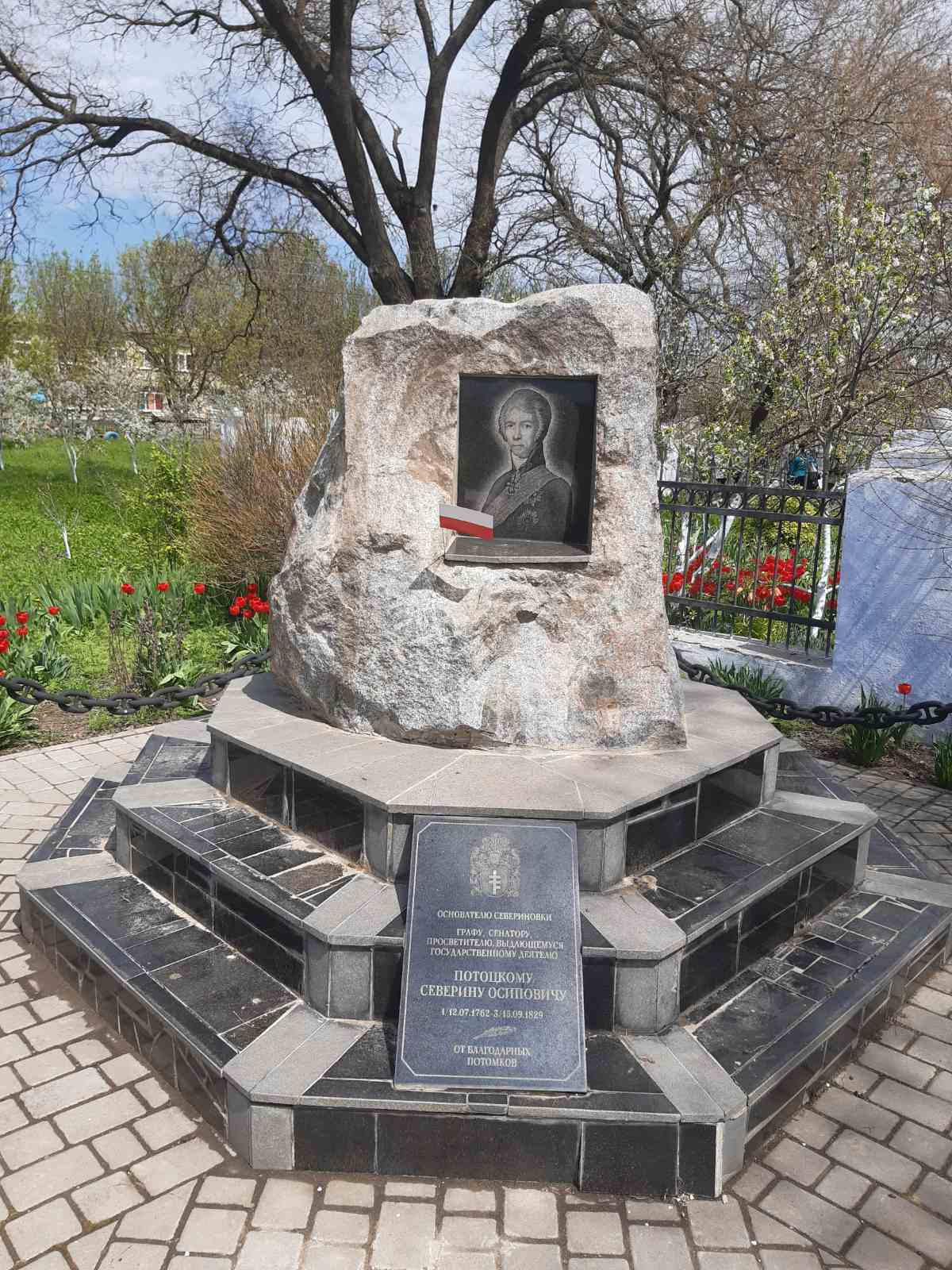
Pomnik

Sewerynówka została założona przez Seweryna Potockiego po wojnie rosyjsko-tureckiej w latach 1787–1792. W tym czasie przydzielono mu 6 tysięcy akrów ziemi uprawnej w pobliżu Odessy. Wieś została najpierw nazwana Potockie. 3 lipca 1806 r. zmieniono nazwę wsi z Potockie na Sewerynówka. Dzięki dobrej lokalizacji wieś szybko się rozwijała. Przebiegała tu ważna droga pocztowa i szlak handlowy z Bałty do Odessy. W Sewerynówce istniało wówczas 9 karczm. Dom hrabiego stał w centrum, otoczony ogrodem. W połowie XIX wieku kosztem Seweryna Potockiego została zbudowana cerkiew Iwano-Bogosłowska.

## Demografia
Według spisu powszechnego ZSRR z 1989 r. wieś liczyła 686 osób, w tym 330 mężczyzn i 356 kobiet.
Według spisu ludności Ukrainy z 2001 r. we wsi mieszkało 551 osób.

## Zabytki

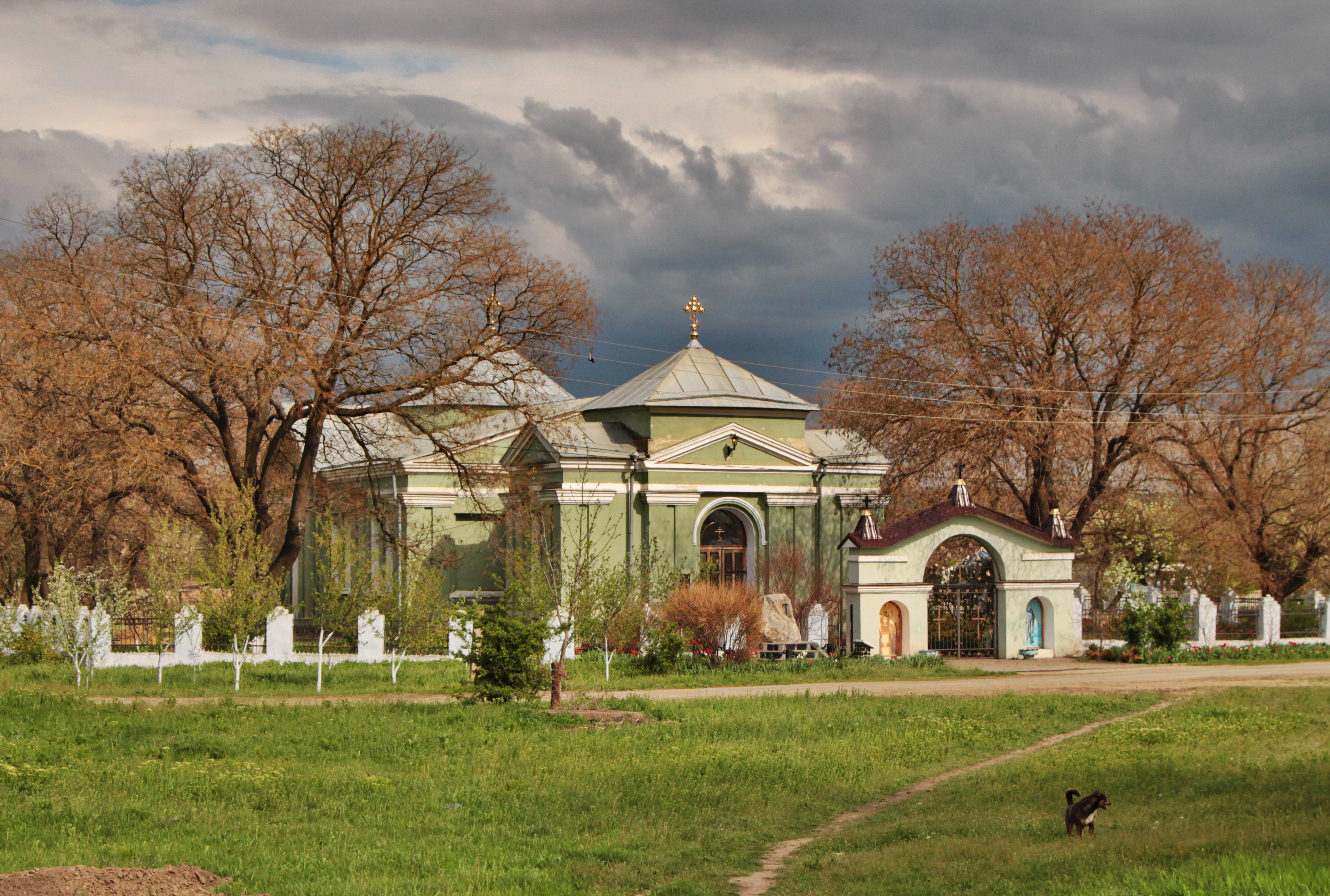
Cerkiew prawosławna św. Ioanna Bogosłowa (Severynówka)

Główną atrakcją wioski jest cerkiew św. Ioanna Bogosłowa. Około kilometra od cerkwi prawosławnej są ruiny kościoła katolickiego. Według niektórych źródeł był to kościół Św. Seweryna, zbudowany kosztem Seweryna Potockiego w 1800 r. Kościół został konsekrowany w 1801 r. przez biskupa M. Serakowskiego. W czasach radzieckich kościół służył jako magazyn. Obecnie znajduje się w złym stanie, zamieniając się w ruiny. Bezpośrednio za kościołem na wzgórzu znajduje się stary cmentarz z maltańskimi kamiennymi krzyżami. Znajdują się tam ruiny krypty, w której prawdopodobnie pochowano Seweryna Potockiego.